# Mavricij Zgonik
Mavricij Zgonik, slovenski geograf in zgodovinar, * 10. marec 1910, Tinjan, † 28. oktober 2002, Ljubljana.

## Življenje in delo
Po maturi na klasični gimnaziji v Mariboru (1929) je diplomiral iz geografije in zgodovine s sociologijo na ljubljanski Filozofski fakulteti (1933), tu dosegel naziv magistra (1968) in 1971 doktoriral z disertacijo Spreminjanje izrabe tal kot element preobrazbe pokrajine v Dravski dolini. V letih 1936−1941 je poučeval na gimnaziji v Mariboru. Med 2. svetovno vojno je bil izseljen v avstrijski Admont (Štajerska). Po končani vojni je poučeval na klasični gimnaziji in učiteljišču v Mariboru, od 1947 je bil vzgojitelj v Slovenskem dijaškem domu v Trstu, od 1949 profesor na srednji pomorski šoli v Kopru in 1950 ravnatelj slovenske gimnazije v Kopru, nato je od 1950-1955 poučeval na učiteljišču in nižji gimnaziji v Kopru, od 1955-1958 je bil pedagoški svetovalec v Mariboru, od 1958-1964 je poučeval na Tehniški srednji šoli v Mariboru. V letih 1955−1958 je predaval metodiko geografije na ljubljanski FF, od 1966-1977 pa na Pedagoški akademiji v Mariboru, od 1976 kot izredni profesor. Kot pisec osnovnošolskih in srednješolskih učbenikov ter didaktičnih pripomočkov za regionalno geografijo je odločilno vplival na modernizacijo pouka geografije v šoli. Proučeval je tudi novejšo zgodovino slovenske Štajerske. Napisal je knjigo o Dravski dolini: Dravska dolina : novejši razvoj kulturne pokrajine (COBISS). Pomembne pa so tudi njegove raziskave o migracijskih gibanjih na obmejnem območju.